# Баварский голубой сыр
Бава́рский голубо́й сыр (нем. Bavaria blu) — немецкий коровий сыр с плесенью. Относится к голубым сырам. Как и другие голубые сыры, образуется после засевания творожной массы плесневым грибком вида Пеницилл рокфоровый (лат. Penicíllium roquefórti).

## Производство
Баварский голубой сыр производится в коммуне Вагинг-ам-Зе (нем. Waging am See) из пастеризованного коровьего молока, обогащённого сливками. Выпускается в виде небольших плоских цилиндров, покрытых снаружи нежной белой плесневой корочкой. Внутри сыр имеет сливочный оттенок с пятнами плесени синего цвета. Благодаря высокому содержанию молочного жира сыр обладает мягким кисловатым вкусом и легко намазывается. Этот сыр часто сервируют со свежими фруктами и крекерами или французским хлебом.